# هنر عشق ورزیدن

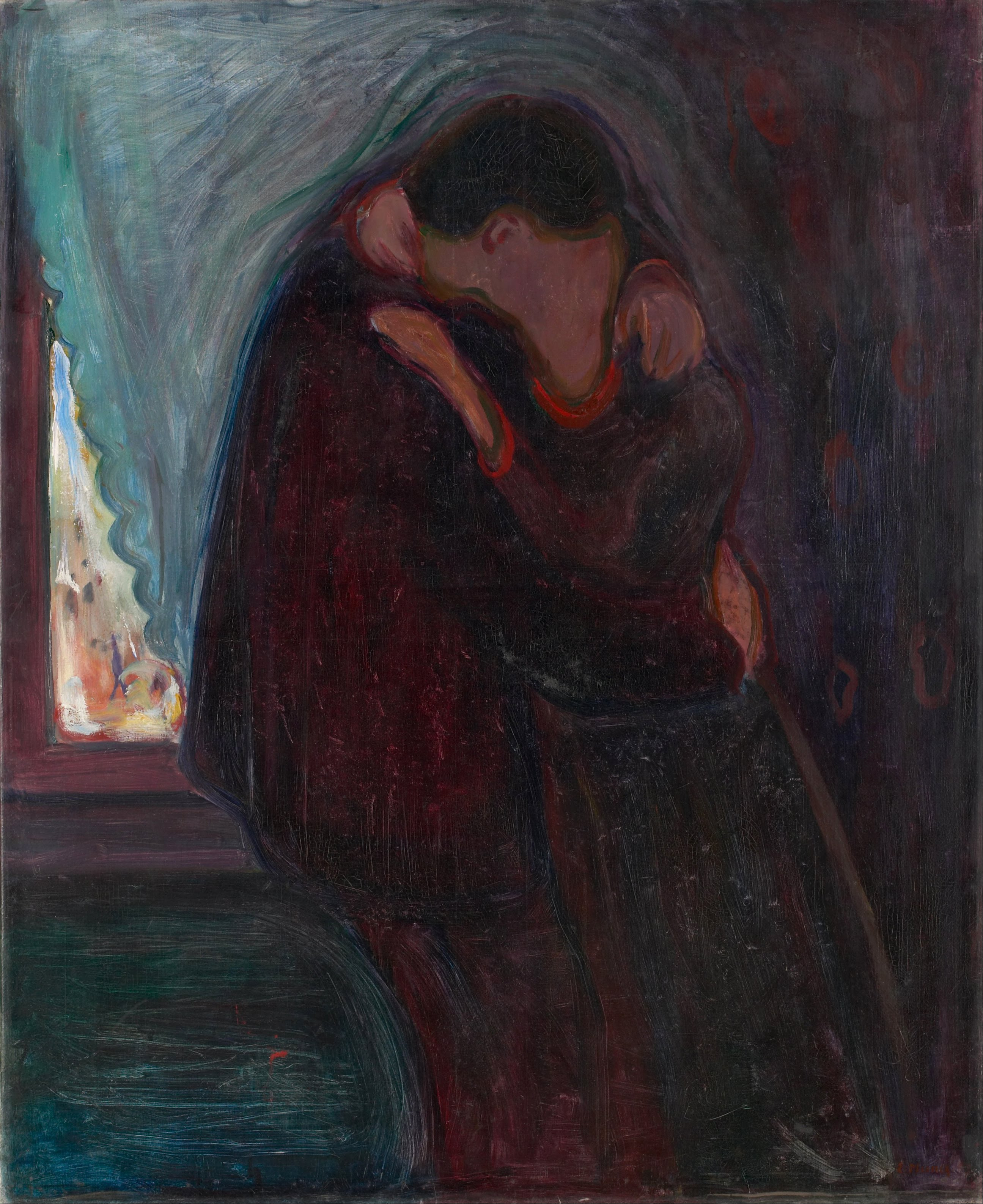
مشق عشق

هنر عشق ورزیدن (به انگلیسی: The art of loving) عنوان کتابی است از اریش فروم روان‌شناس اجتماعی، روان‌کاو، فیلسوف انسانی و جامعه‌شناس بلندآوازهٔ مکتب فرانکفورت و یک سوسیال دموکرات که در سال ۱۹۵۶ منتشر شد.
نویسنده در پیش‌گفتار تأکید می‌کند که این کتاب دستورالعمل ساده‌ای برای عشق ورزیدن نیست و در واقع سعی دارد «عشق ورزیدن» را به عنوان یک هنر معرّفی کند. فروم تلاش می‌کند خواننده را متقاعد کند که تمام کوشش‌های او برای «عشق ورزیدن» محکوم به شکست است؛ مگر این که با جدیّت برای تکاملِ همه‌جانبهٔ شخصیّت خود بکوشد تا جایی که به جهت‌بینی سازنده‌ای برسد.

## یادداشت
1. ↑  فروم، هنر عشق ورزیدن، ۵.